# Nikolaj Judovič Ivanov
Nikolaj Judovič Ivanov (rusky Никола́й Иу́дович Ива́нов; 3. srpna 1851 Mosalsk – 21. ledna 1919 Oděsa) byl ruský generál a v letech 1914 až 1916 velitel ruského severozápadního frontu během první světové války. Zúčastnil se rusko-turecké války a potlačení Boxerského povstání, načež byl v roce 1901 povýšen na generálporučíka. Během rusko japonské války vedl 3. sibiřský armádní sbor během ústupu po bitvě u Liao-jangu. Po bitvách na řece Ša-che a u Mukdenu byl odměnen Řádem sv. Jiří 3. a 4. třídy a v roce 1908 byl povýšen na generála dělostřelectva. Na počátku první světové války byl pověřen velením severozápadního frontu, načež byl v srpnu poražen v bitva u Krašniku. Následovalo však drtivé vítězství v bitvě o Halič, za které byl vyznamenán Řádem sv. Vladimíra I. třídy a Řádem sv. Jiří II. třídy. V květnu až červnu 1915 provedli Němci a Rakušané úspěšnou ofenzívu a během bitvy u Gorlice vytlačili ruské síly o 500 km zpět na východ. V březnu 1916 byl u velení severozápadního frontu vystřídán generálem Alexejem Brusilovem. Ivanov se stal členem Státní rady a poradcem cara Mikuláše. Po vypuknutí říjnové revoluce se generál přidal k Bílé armádě a v občanské válce bojoval proti Rudé armádě v jižním Rusku. V lednu roku 1919 podlehl v Oděse tyfu[nepřesný odkaz].